# Tverai

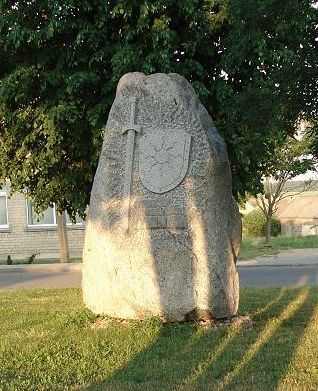
Monument dédié à Vykintas.

Tverai est un village de la Municipalité de Rietavas  en Lituanie. Le village est à 17 kilomètres de Rietavas et 14 kilomètres de Varniai. Sa population est de 700 habitants.

## Histoire
Tverai est mentionné dans un codex en 1251 pour son château du duc de Samogitie.
A l'été et à l'automne 1941, la communauté juive de la ville est assassinée dans des exécutions de masse dans le cadre de la Shoah par balles.